# Ivan Vàzov
Ivan Míntxov Vàzov, búlgar: Иван Минчов Вазов (Sopot, 27 de juny de 1850 - Sofia, 22 de setembre de 1921) fou un poeta búlgar, novel·lista i autor teatral, sovint anomenat "el patriarca de la literatura búlgara". L'obra de Vàzov és un reflex de dues èpoques històriques: Renaixement i post-alliberament de Bulgària. Ivan Vàzov fou acadèmic de l'Acadèmia Búlgara de les Ciències i ministre d'Educació del 7 de setembre de 1897 fins al 30 de gener de 1899, a les files del Partit Popular.

## Biografia

### Infància i adolescència
Ivan Míntxov Vàzov va néixer el 9 de juliol [C.J. 27 de juny] de 1850 a Sopot.Provenia d'una família de comerciants benestants, en què les tradicions patriarcals eren fortes, així com el respecte per la religió, les tradicions, el patriotisme. Dos germans del futur poeta es van convertir en generals: Gueorgui Vàzov i Vladímir Vàzov, i un altre germà - Borís Vàzov - fou una figura pública i política. Segons Borís Vàzov, la família dels Vàzov provenia de Iannohori (Macedònia occidental), en el que és avui la Unitat perifèrica de Kastorià, d'on va fugir, i es va traslladar a Sopot, a finals del segle xviii, durant el govern d'Alí Paixà
Ivan Vàzov va acabar l'escola del monestir búlgar i una escola secundària a Sopot. Allà va entrar en contacte ben d'hora amb la literatura búlgara i estrangera. Va tenir un paper destacat el seu professor de rus, Parteni Beltxev, que va portar Vàzov per primer cop a la poesia russa i les obres revolucionàries búlgares. A partir del 1865, Vàzov va aprendre grec a l'escola de Kalòfer amb el professor Botio Petkov (pare del poeta búlgar i lluitador per la llibertat Khristo Bòtev). Ivan es convertiria en professor ajudant de Bòtev uns quants anys més tard a l'escola. Aquí va trobar una rica biblioteca de llibres de llengua francesa i de llengua russa, que van tenir un paper important en el seu desenvolupament literari.
En 1866, el jove Vàzov va ser enviat pel seu pare a Plòvdiv, on es va matricular al 4t grau del gymnasium. En realitat, el pare volia que Vàzov millorés el seu grec i aprengués turc; però, en canvi, va aprendre francès i va estudiar la poesia dels poetes francesos Pierre-Jean de Béranger, Victor Hugo i Alphonse de Lamartine. Dos anys més tard, son pare el va cridar a Sopot per fer-se càrrec del negoci, però Vàzov, que no tenia una tendència natural a aquesta professió, es va dedicar a omplir els quaderns del seu pare amb poemes. Alguns d'aquests poemes van ser publicats el 1880 sota el nom de "Maïska Kitka", búlgar: Майска китка.

### Emigració a Romania

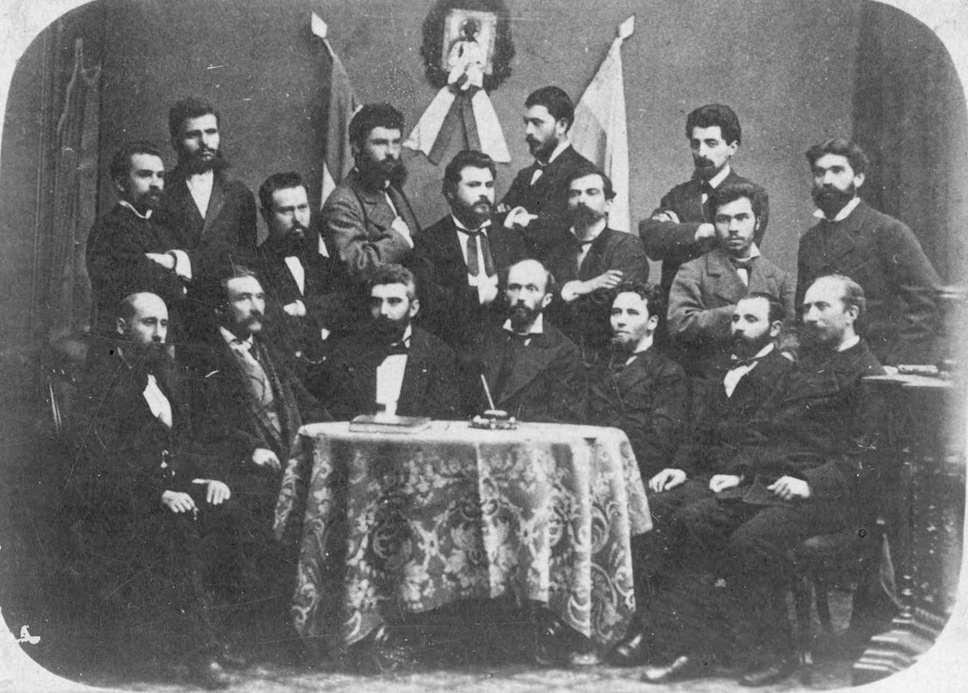
En una reunió general de la Societat Central de Caritat Búlgara, al novembre de 1876; Vàzov és l'últim de la fila posterior

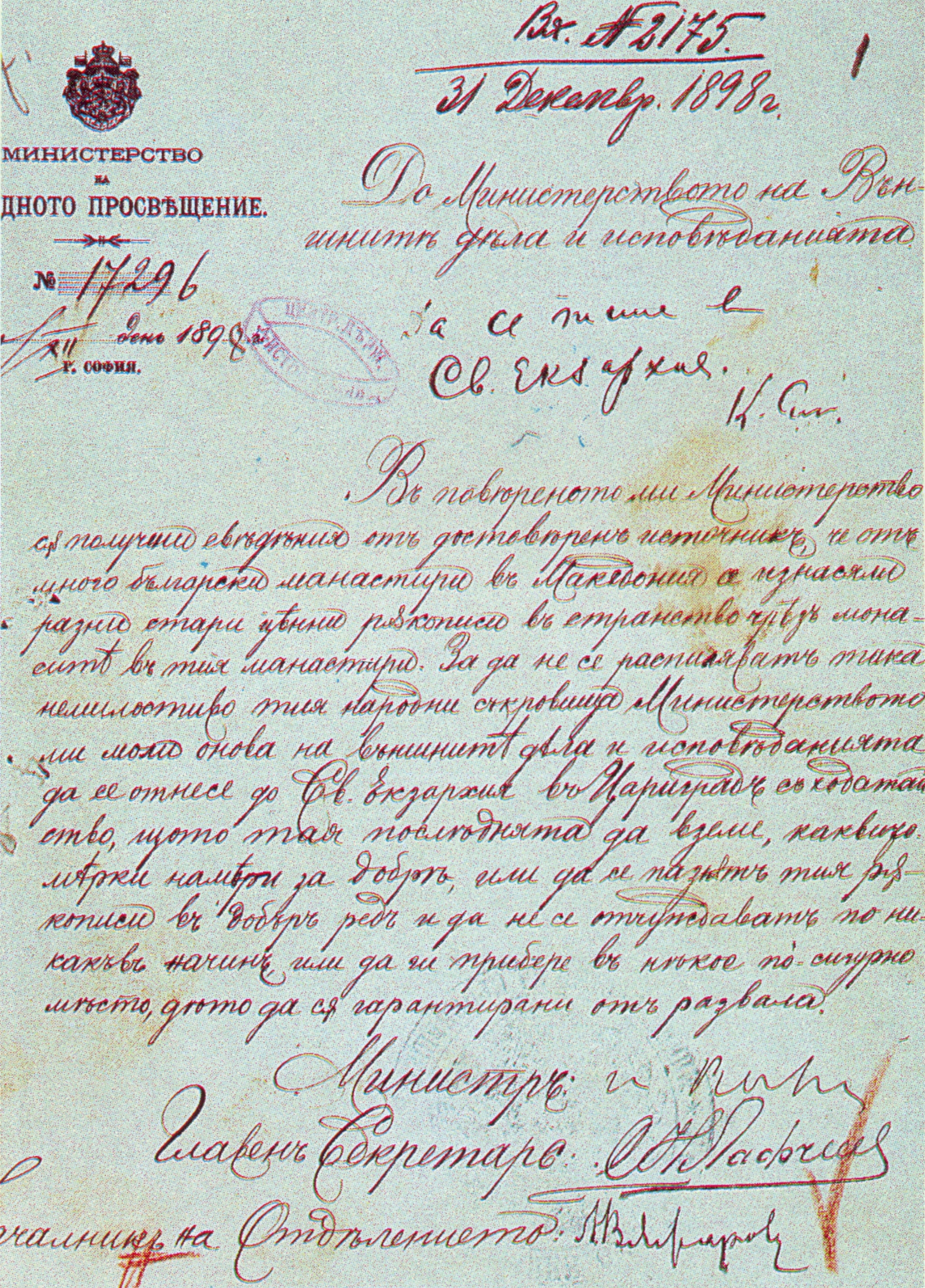
Carta d'Ivan Vàzov sobre la preservació dels manuscrits en els monestirs búlgars a Macedònia, el 30 de desembre de 1898

L'obra poètica de jove Vàzov va ser patrocinada per la seva mare, Saba Vàzova - un dona culta i il·lustrada, però aixecava el descontentament del seu pare, que havia decidit fer del seu fill un comerciant. Amb aquesta finalitat, el 1870 Vàzov va ser enviat a Romania per practicar amb el seu oncle, un comerciant d'Oltenița. Però fins i tot allà el seu interès no era l'economia. Va aprendre romanès, va estudiar la literatura romanesa i es va ocupar de les idees revolucionàries de Mihail Kogălniceanu, Vasile Alecsandri, Nicolae Bălcescu i altres.
El seu gran interès en l'escriptura el va fer traslladar-se a Brăila, on es va unir, en el mateix any, a la gran comunitat d'exiliats búlgara. Un cop a Brăila, va viure durant algun temps a l'l'Hostal Nikola a Strandja, un dels llocs de reunió dels defensors de la llibertat de Bulgària. Allí va conèixer Khristo Bòtev, que va influir significativament les seves idees revolucionàries i de lluita per la llibertat. Vàzov va participar en les reunions de l'Organització Revolucionària Interior i el Comitè Central Revolucionari Búlgar a Brăila,i Galați. La dura vida dels refugiats i la reunió de les societats patriòtiques van influir en el jove poeta i van deixar empremtes profundes en les seves obres literàries. Algunes de les seves obres posteriors, "Expatriats" (búlgar: Хъшове Haixove), o la novel·la "Sense amics i sense llar" (búlgar: Немили-недраги Nemili-nedragi), s'ocupen d'aquest mateix període de la seva vida. En aquest context, la seva primera obra publicada, el poema "Borba" (bulg. Борба, "lluita), que fou publicat a la revista de l'exili El 1870, a la "Revista periòdica" de l'Societat Literària Braille.
Va escriure més poemes patriòtics per al diari "Pàtria" (búlgar: Отечество Otetxestvo), "La llibertat" búlgar: Свобода Svoboda) per a la revista Txitàlixte(búlgar: Читалище) i altres.
En el període de 1872 a 1873, Ivan Vàsov va tornar a la encara ocupada pels otomans Bulgària i va treballar com a professor a Mustafà Paixà (ara Svìlengrad). Durant els següents anys, va treballar com a traductor en la construcció de la línia ferroviària Sofia - Kiustendil, va aprendre alemany i va obtenir informació sobre la forma de vida dels senzills agricultors búlgars. El 1875 va tornar a la seva ciutat natal i es va unir al recentment fundat Comitè Revolucionari de Sopot, que formava part de l'Organització Revolucionària Interior i lluitava contra el govern turc.
Després de la sagnant repressió de la revolta d'abril del 1876, Vàzov estava en perill. Va emigrar il·legalment a la seva familiar Romania i es va convertir en secretari de la Societat Central de Caritat de Bulgària a Bucarest (búlgar: Българско централно благотворително общество). Allà va escriure i publicar en condicions difícils, i en perill de ser arrestat per les autoritats romaneses i extradit als turcs, sota el pseudònim de Peitxes, les col·leccions de poesia Priàporets i Gusla (búlgar: Пряпорец и гусла) i "Patiments de Bulgària" (búlgar: Тъгите на България Taguite na Balgària).
Durant la Guerra russoturca (1877-1878), Vàzov va treballar com a escrivà pel vice-cònsol rus Naiden Guerov a Svixtov i Russe. Durant aquest temps, va escriure la col·lecció de poesia "Salvació" (búlgar: Избавление), com a crida a la població búlgara encara sota dominació estrangera. Des de març de 1879 fins a setembre de 1880 va ser president del tribunal de districte de Berkòvitsa. La seva experiència jurídica li va donar motius per al seu poema "Gramada" (búlgar: Грамада).

### Després de l'alliberament
El 5 d'octubre de 1880 Vàzov es va instal·lar a Plòvdiv, la capital de Rumèlia Oriental. Aquí Vàzov, com a membre del pro-rus Partit Popular va participar activament en la vida política de la Província Especial de Bulgària sota el domini turc. Va ser designat pel governador general com a membre de l'Assemblea Regional (búlgar: Областното събрание) i fou editor dels diaris afiliats a partits polítics "Maritsa" (búlgar: Мариц), "La veu del poble" (búlgar: Народний глас) i "Associació" (búlgar: Съединение).
Quan el 1881 Alexandre I de Bulgària, per una proclamació de poders públics extraordinaris, va suspendre la "Constitució de Tàrnovo", va exigir i va aconseguir que Vàzov es convertís en un dels seus crítics més forts.
A principis del 1881, Vàzov fou president de la comunitat literària i científica de Plòvdiv (búlgar: Пловдивското научно книжовно дружество) i editor de la revista "Ciència", publicada per ella (búlgar: Наука), la primera revista científica búlgara després de la independència de Bulgària. El mateix any, esdevé membre de l'Acadèmia de Ciències de Bulgària. En 1885 Vàzov fundà, juntament amb l'escriptor Konstantín Velitxkov, la primera revista purament literària de Bulgària, la revista "Zorà" (búlgar: Зора 'Alba'). Tots dos eren també editors de la col·lecció en dos volums "Lector búlgar" búlgar: Българска христоматия Bàlgarska hristomàtia) amb obres de més de 100 obres d'autors búlgars i estrangers. Va rebutjar la unió de Rumèlia Oriental amb el Regne de Bulgària, que va ser rebutjada també pel Partit Popular a Plòvdiv. Quan Bulgària va guanyar la posterior guerra serbobúlgara i la comunitat internacional va reconèixer la unificació de Bulgària amb Rumèlia oriental, el Partit Popular va quedar exclòs del joc polític.
Durant la seva estada a Plòvdiv, Vàzov va escriure alguns dels seus clàssics: el cicle de 12 odes "Epopeia dels oblidats" búlgar: Епопея на забравените, els poemes "La llengua búlgara" búlgar: Българският език, "Cap a la llibertat" búlgar: Към свободата, la col·lecció poètica "Slívnitsa" búlgar: Сливница, les novel·les "Sense amics i sense llar" búlgar: Немили-недраги Nemili-Nedragui) i "Els oncles" búlgar: Чичовци, "Aneu ?" búlgar: Иде ли? entre d'altres. Algunes d'aquestes obres formen la base de la literatura búlgara en molts gèneres després de l'alliberament del jou turc.

### Període rus
El 9 d'agost de 1886, quan un grup d'oficials prorussos van deposar el tsar búlgar Alexandre, i van fracassar pel contracop d'Stèfan Stambolov, el russòfil Vàzov va haver d'escapar de les repressions del govern interí anti-rus d'Stambolov, i va marxar a Odessa. Durant la seva estada a Odessa (1886-1889) Vàzov va escriure la seva famosa obra "Sota el jou" búlgar: Под игото Pod ígoto.

### Període de Sofia

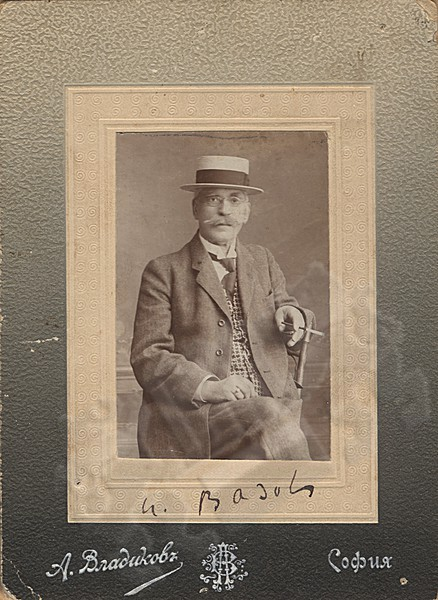
Un retrat tardà d'Aleksàndar Vladikov, 1920

Vàzov va tornar a Bulgària el 1889 i es va establir a Sofia. El 1890 funda la revista Dennitsa (búlgar: Денница). Durant aquest temps va escriure gran part de les seves històries crítiques-realistes, que va resumir en dos volums sota el títol de "Gargots i esbossos" (búlgar: Драски и шарки). El 1895, durant la celebració del 25è aniversari de la seva activitat literària, va publicar la seva novel·la "Terra nova" (búlgar: Нова земя). La novel·la fou rebuda per la crítica d'una manera tan negativa que l'amargat autor va decidir de renunciar a l'escriptura. En aquest context, s'explica la seva renovada activitat política.
Després de la restauració del Partit Popular, Vàzov va participar activament en les seves activitats i va ser elegit diputat al Parlament el 1894 i el 1896. En 1897-1899 va ser ministre d'Educació al tercer govern de Konstantín Stoílov. Després es va retirar de la vida política activa, però el 1911 va tornar a ser membre de la Gran Assemblea Nacional.
Durant les Guerres Balcàniques va escriure un dels seus poemes més famosos; "Sóc un búlgar" (búlgar: Аз съм българче). Vàzov es trobava entre els que s'oposaven al compromís de Bulgària en la Primera Guerra Mundial al costat de la Triple Aliança, però quan això passà, elogià les victòries de les tropes búlgars en els seus poemes, com ara "Cançons per Macedònia" (búlgar: Песни за Македония), "No morirà" (búlgar: Не ще загине) o "Què canta la muntanya" (búlgar: Какво пее планината).
Ivan Vàzov va morir d'un atac de cor a Sofia el 21 de setembre de 1921. Va llegar tots els seus béns a un dels seus germans, que es trobava en una difícil situació financera. Tanmateix, després de la seva mort, el primer ministre Aleksàndar Stamboliski redactà una llei especial per a l'establiment d'un museu d'Ivan Vàzov, segons la qual la seva casa de Sofia, els drets d'autor i tota la propietat moble de l'escriptor, foren nacionalitzats sense cap compensació. Els articles de tercers s'havien de lliurar immediatament, i els infractors es veieren amenaçats amb penes per robatori.

## Activitat literària
En la seva activitat literària, Vàzov tractà tots els gèneres literaris, coma ara la poesia, la dramatúrgia, la narrativa, la novel·la, la ficció, la prosa, etc. Sobre la seva activitat literària Vàzov va escriure en la seva autobiografia:
„[…] el dimoni creatiu em xiuxiuejava constantment: "Treballa!" Vaig treballar i vaig abocar el contingut de la meva ànima en una cançó. Vaig donar tot el bé que vaig poder donar al país. Va ser una mica, però tenia tant..“.
Els pseudònims més sovint utilitzats per Vàzov foren: Peïtxin, Dobrínov, Z-v, D. N-rov, T. Gaborovski, Boiànez, Beltjin, N-txev i altres.
Vàzov crea els fonaments del sistema de gènere de la nova literatura búlgara, en termes d'estat. És el primer escriptor professional de la literatura búlgara. Imposa un nou model de comportament de l'escriptor modern que no existia abans. Des de finals del segle xix, les obres de Vàzov s'han estès àmpliament fora de Bulgària, i ha estat traduït a més de 50 idiomes.

## Obres

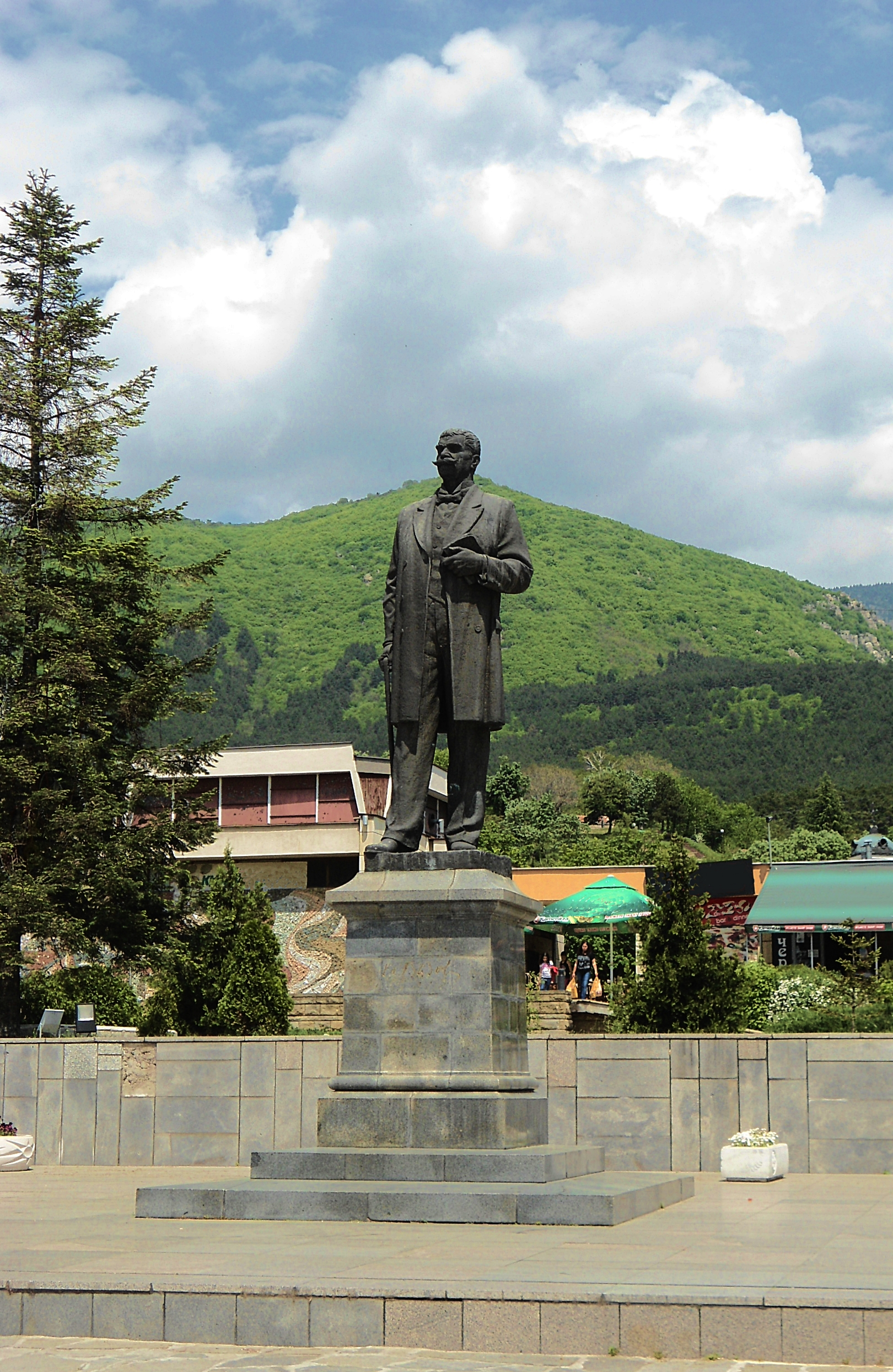
Monument a Ivan Vàzov a Sopot

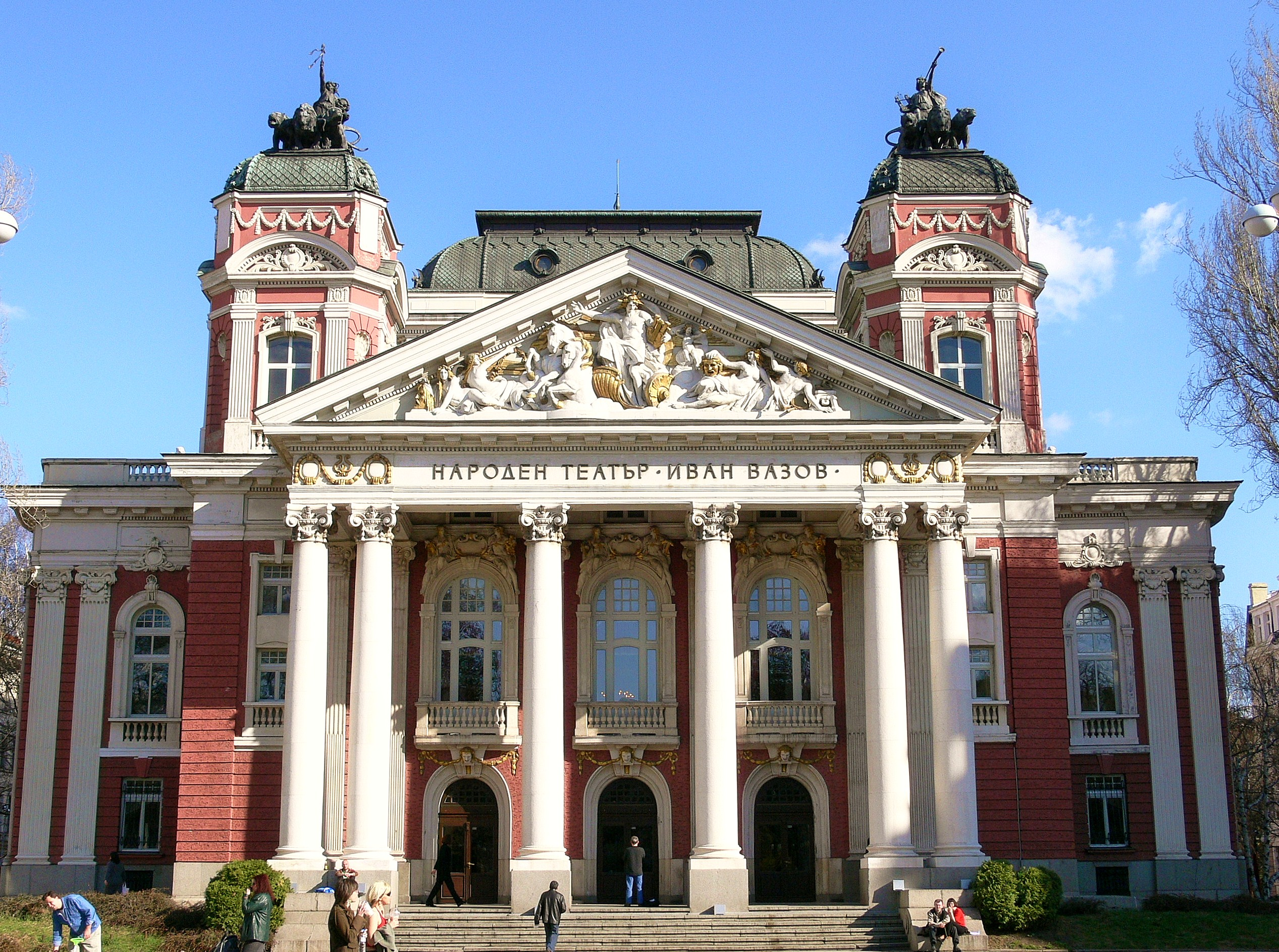
El Teatre Nacional "Ivan Vàzov" a Sofia

### Poesia (entre d'altres)
- 1870 "Borba" (búlgar: Борба, "Lluita")
- 1880 Col·lecció de poesia "Maïska kitka" (búlgar: Майска китка "El meu canell")

### Novel·les
- Sota el jou (búlgar: Под игото; Pod ígoto)
- Terra nova (búlgar: Нова земя; Nova zemià)
- Svetoslav Tèrter (búlgar: Светослав Тертер)

### Històries
- Mitrofan i Dormidolski (búlgar: Митрофан и Дормидолски)
- Sense amics i sense llar (búlgar: Немили-недраги; Nemili-Nedragui)
- Els oncles (búlgar: Чичовци; Txítxovtsi)
- Nora (búlgar: Нора)

### Drames
- Expatriat (búlgar: Хъшове; Haixove)
- A l'abisme (búlgar: Към пропаст)

### Comèdies
- Funcionaris (búlgar: Службогонци)
- Venedor de diaris ? (búlgar: Вестникар ли?)
- El sr. Mortagon (búlgar: Господин Мортагон)
- Duel (búlgar: Двубой)

### Relats de viatges
- A la falda del Ròdope (búlgar: В недрата на Родопите)
- Els punts destacats (búlgar: Висините)
- Vítoixa (búlgar: Витоша)
- Rila (búlgar: Рила)
- Pirin (búlgar: Пирин)
- Un racó d'Stara planinà (búlgar: Един кът от Стара планина)
- El bou (búlgar: Волът)
- Iumrúktxal (búlgar: Юмрукчал)[10]
- Veliko Tàrnovo búlgar: Велико Търново)
- Tsàravets (búlgar: Царевец)
- Al capdamunt de l'Svetí Nikola (búlgar: На върха Свети Никола)
- Ròzovata dolinà i Tundja (búlgar: Розовата долина и Тунджа)
- Una de les nostres perles del Mar Negre (búlgar: Един наш черноморски бисер)

### Poemes
- Gramada (búlgar: Грамада)
- Zagorka (búlgar:  Загорка)
- El meu veí Gmitra (búlgar: Моята съседка Гмитра)
- Zihra (búlgar: Зихра)
- En el regne de les fades del bosc (búlgar: Царството на самодивите)
- L'esternut de la salutació (búlgar: Кихавицата на салюста)
- La rosa del Sinaí (búlgar: Синайска роза)
- L'epopeia dels oblidats (búlgar: Епопея на забравените, "Epopeia na zabràvenite"), aquesta obra conté els següents 12 poemes:
  - Levski (búlgar: Левски)
  - Benkovski (búlgar: Бенковски)
  - Kotxo (búlgar: Кочо)
  - Els germans Jekovi (búlgar: Братя Жекови)
  - Kablesxkov (búlgar: Каблешков)
  - Païssii (búlgar: Паисий)
  - Els germans Miladinovi (búlgar: Братя Миладинови)
  - Rakovski (búlgar: Раковски)
  - La Karadjà (búlgar: Кададжата)
  - 1876
  - Volov (búlgar: Волов)
  - Els voluntaris de Xipka (búlgar: Опълченците на Шипка)

### Antologies
- Rondalles (búlgar: Разкази) 1881-1901
- Gargots i esbossos (búlgar: Драски и шарки)
- Vist i sentit (búlgar: Видено и чуто
- Món colorit (búlgar: Пъстър свят)
- Al matí als bancs (búlgar: Утро в Банки)
- Rondalles (búlgar: Разкази) 1901-1921

### Històries
- L'avi Iotso està mirant (búlgar: Дядо Йоцо гледа)
- Una búlgara (búlgar: Една българка)
- Les desventures de l'Apòstol (búlgar: Апостолът в премеждие)
- Vas ? (búlgar: Иде ли?)
- Paisatge (búlgar: Пейзаж "Peizaj")
- Heroi fosc (búlgar: Тъмен герой)
- Venedor de diaris? (búlgar: Вестникар ли?)
- Hajdí Ahil (búlgar: Хаджи Ахил)
- Lliçó (búlgar: Урок)
- Nou reassentament (búlgar: Ново преселение)
- Traviata (búlgar: Травиата)
- El candidat per al "hammam" (búlgar: Кандидат за "хамама")
- Un convidat eloqüent a la taula estatal (búlgar: Сладкодумен гост на държавната трапеза)
- Xumí Maritsa (búlgar: Шуми Марица; "El Maritsa es precipita")
- La carretera neta (búlgar: Чистият път)
- Levski, de "Sense amics i sense llar" (búlgar: Левски из "Немили-недраги")
- El poble inhòspit (búlgar: Негостолюбиво село)
- Pavle Fertigat (búlgar: Павле Фертигът)
- L'últim dia del segle XX (búlgar: Последният ден на XX век)

## Altres
- El nom de Vàzov figura al cap Vàzov a l'illa Livingston de l'arxipèlag de les Shetland del Sud a l'Antàrtida.[11]
- Ivan Vàzov va estar representat en un bitllet de banc de 200 leva, edició del 1992, el qual estigué en circulació des de l'1 de novembre del 1992 al 31 de desembre del 1999.[12]
- El Teatre Nacional duu el nom d'Ivan Vàzov des del 1976.
- Diversos carrers, boulevards, txitàlixte, escoles, biblioteques i un districte residencial a Sofia duen el seu nom.
- També duu el seu nom el refugi de muntanya més alt de Bulgària, a les muntanyes Rila, sobre els set llacs de Rila, on Vàzov va escriure la seva obra "El desert del Gran Rila" búlgar: Великата рилска пустиня.